# 茂山忠三郎
茂山 忠三郎（しげやま ちゅうざぶろう）は、狂言大蔵流の名跡。当代で五世を数える。

## 初世
（1813年12月2日（文化10年11月10日） - 1887年（明治20年）10月27日）
京都出身。八世・茂山千五郎の弟子でのちに大蔵虎文の弟子となる
目が不自由であった。

## 2世
（1848年12月14日（嘉永元年11月19日） - 1928年（昭和3年）8月21日）
京都小川上立売出身。本名は良豊。初世の三男で最初の名を吉次郎。
はじめ御所御用に従事していたが維新後西南戦争に従軍を経て商売などで東京に住んだこともあったが大阪に定住。

## 3世
（1895年11月28日 - 1959年7月29日）
京都出身。本名は茂山良一。1900年「靱猿」の猿役で初舞台。1910年「三番叟」。1932年に茂山忠三郎襲名。

## 4世
茂山 忠三郎（しげやま ちゅうざぶろう、本名：茂山 倖一（しげやま こういち）、1928年4月3日 - 2011年8月20日）
京都市出身。三世・茂山忠三郎の次男であり、父に師事した。1949年立命館大学専門部文学科卒業。1965年茂山忠三郎襲名。
日本能楽会会員（重要無形文化財総合指定）。「忠三郎狂言会」主宰。
1933年に、「業平餅」の立衆（稚児）で初舞台を踏む。1948年、「釣狐」披。1992年、舞台歴60周年記念公演を達成。2000年にはオーストラリア公演なども行う。
実子には茂山良暢、梅園紗千（宝塚歌劇団卒業生・85期生）がいる。
2011年8月20日、結腸がんのため京都市内で死去。83歳没。

### 主な受賞歴
- 大阪府文化祭奨励賞（1960年）
- 文化庁芸術祭奨励賞（1966年）
- 文化庁芸術祭優秀賞（1974年・1978年）
- 大阪文化祭賞（1978年・1985年・1988年）
- 大阪文化祭金賞（1987年）
- 紫綬褒章受章（1992年）
- 第12回京都府文化賞功労賞（1994年）
- 文化庁芸術祭大賞（2001年）
- 旭日小綬章受章（2003年）
- 観世寿夫記念法政大学能楽賞（2004年）
- 京都府文化賞特別功労賞（2011年）

## 5世
- 詳しくは茂山良暢参照。